# Indiani in Italia

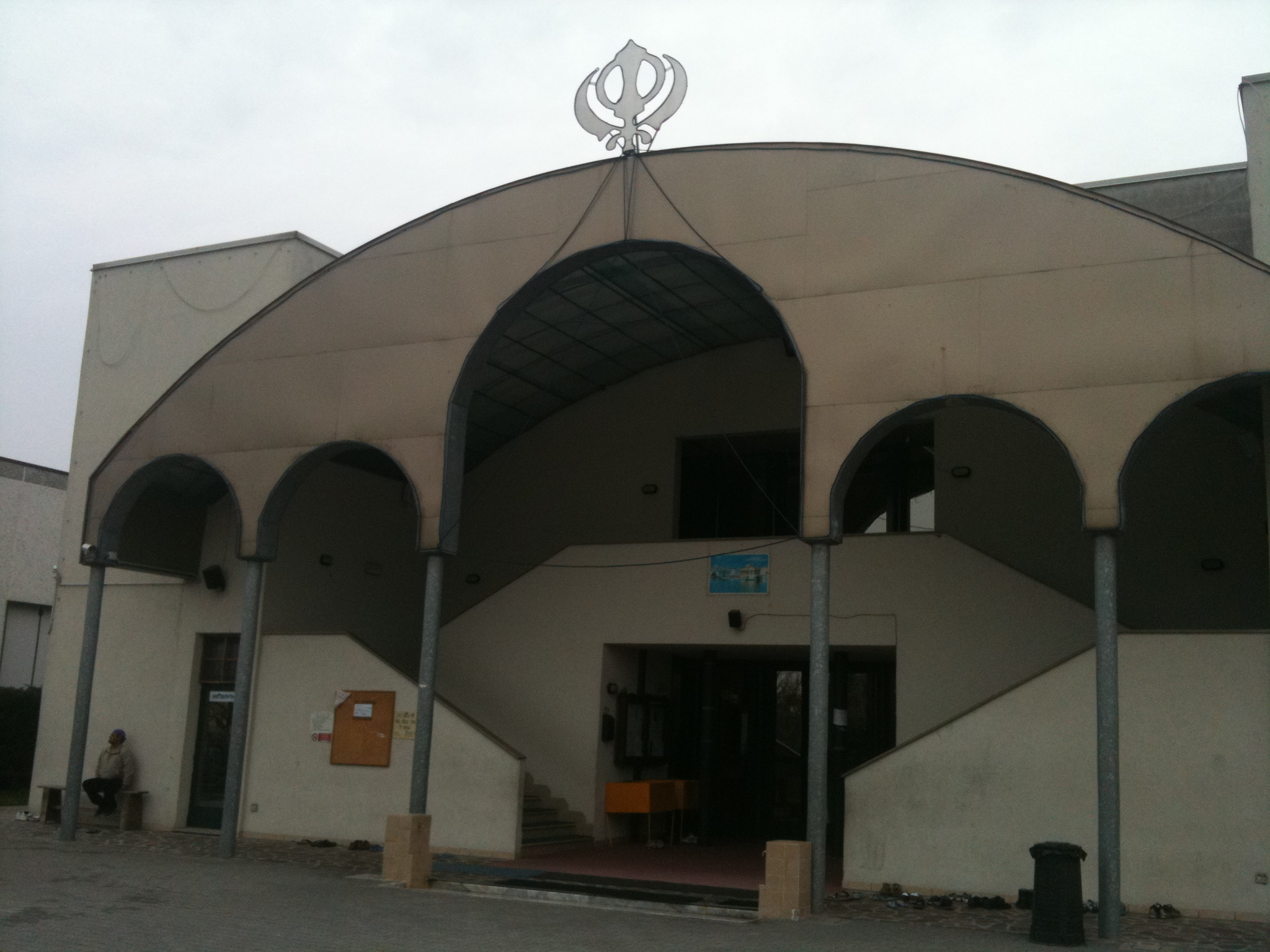
Gurdwara Singh Sabha, Reggio Emilia

Gli indiani in Italia sono una comunità migrante di circa 169 394 persone (dato al 1º gennaio 2016).
Anche se l'Italia e l'India hanno mantenuto importanti relazioni fin dai tempi antichi, una significativa migrazione indiana in Italia è un fenomeno recente. Molti indiani hanno cominciato ad immigrare in Italia nei primi anni '90, quando il governo italiano ha avviato programmi per attrarre professionisti e ingegneri informatici indiani per contribuire al settore tecnologico in Italia.
Molti indiani in Italia sono arrivati dal Punjab come imprenditori attivi nei campi della ristorazione e della vendita al dettaglio associati all'ampia industria del turismo italiano, sebbene il rapporto 2017 sulla presenza Indiana in Italia redatto dal Ministero del Lavoro rilevi maggiori concentrazione dei lavoratori in ambito industriale con il 34% e nel settore dell’Agricoltura, con un'incidenza del 30%.
Circa l'85% della popolazione totale indiana in Italia vive nelle regioni centrali e settentrionali del paese, soprattutto nelle città di Roma e di Milano.
La comunità indiana si è integrata con successo nella società italiana, venendo considerata dalle autorità e dagli italiani come industriosi, imprenditoriali, e rispettosi della legge.
La maggior parte degli indiani ha mantenuto le loro pratiche religiose, vale a dire induismo e sikhismo. Ci sono numerosi templi e gurdwara così come centri ISKCON in Italia.
Al 31 Dicembre 2017 i cittadini indiani in Italia sono 151 791, e  le naturalizzazioni tra 2006-2017 sono state 42 000.